# Argiszti I
Argiszti I – król Urartu, panujący w latach 786–764 p.n.e., syn Menui. W okresie jego panowania Urartu rozszerzyło swoje granice o tereny Zakaukazia.
Dzięki podbojom jego poprzednika, Menui, Urartu przejęło asyryjskie szlaki wodne, które prowadziły do Azji Mniejszej. Ponadto Urartu zmonopolizowało handel bronią, co ograniczyło zaopatrywanie w nią armię asyryjską. W okresie panowania Argisztiego I Urartu znajdowało się u szczytu swojej potęgi.
Argiszti I nie podejmował wypraw wojennych przeciwko osłabionej Asyrii, jedynie odpierał (z powodzeniem) jej próby przywrócenia utraconych szlaków handlowych. Skierował swoją ekspansję na północ, poszerzając granice Urartu o Zakaukazie, gdzie w pobliżu współczesnego Armawiru założył Argisztihinili oraz na wzniesieniu Arin Berd – w pobliżu współczesnego Erywania – wzniósł miasto-twierdzę Erebuni. Pierwsi mieszkańcy Erebuni byli jeńcami, wysiedlonymi z państwa Hatti. Założenie Erebuni pozwoliło Argisztiemu I na dalszą ekspansję w rejonie jeziora Sewan. Oba miasta prawdopodobnie pełniły funkcje rezydencji władcy.
Prawdopodobnie Argiszti I najbardziej zaangażował się w sprawy na północy kraju, o czym świadczą znaleziska na terytorium współczesnej Armenii: dwanaście spośród dziewiętnastu inskrypcji króla. Sytuacja gospodarcza Urartu ustabilizowała się po ukończeniu podjętej jeszcze za Menui budowy systemu irygacyjnego. Na Zakaukaziu działalność króla była skierowana przede wszystkim na rozwój gospodarki wiejskiej.
| |                                                               |
| Urartu w pierwszej połowie VIII wieku p.n.e. | Tabliczka z inskrypcją Argisztiego I, znaleziona na Arin Berd |
| Inskrypcja: „Mocą boga Chaldiego Argiszt, syn Menui, wzniósł tę potężną twierdzę; nadał jej imię Erebuni dla potęgi krainy Biajni i dla zastraszenia wrogiego państwa. Ziemia była pustynna, wielkich spraw tu dokonałem. Mocą boga Chaldiego Argiszti, syn Menui, król krainy Biajni, władca miasta Tuszpy”. Tabliczka znajduje się w muzeum Erebuni w Armenii. |                                                               |